# Carter Cruise
Carter Cruise (Atlanta, Georgia; 24 de abril de 1991) es una ex actriz pornográfica, DJ y modelo erótica estadounidense.

## Biografía
Nació en Atlanta (Georgia) y se crio en Cary (Carolina del Norte), en el seno de una familia con ascendencia galesa y cheroqui. En 2009 se inscribió en la Universidad del Este de Carolina para realizar un grado en Psicología, ingresando en una hermandad en su primer año. Antes de eso, trabajó como camarera en Hooters y como socorrista.
En 2013 abandonó sus estudios para probar suerte en la industria pornográfica. Primero trabajó como modelo erótica, en el verano de 2013. Después, gracias al impulso de la agencia de talentos East Coast Talents se trasladó a Los Ángeles, donde conoció al agente Mark Spiegler, que disparó su carrera y la presentó como nuevo talento.
Como actriz, ha trabajado para estudios como New Sensations, Tushy, Vixen, Evil Angel, Dark X, Wicked, Sweetheart Video, Blacked, Hard X, Girlsway, Girlfriends Films, Jules Jordan Video, Sweet Sinner, Forbidden Fruits Films o Filly Films.
Carter ha participado en las parodias porno de American Hustle y la Cenicienta. En 2014 rodó la película Second Chances, por la que ganó en 2015 el Premio AVN a la Mejor actriz. Ese mismo año ganó también el premio a la Mejor actriz revelación, un récord que solo consiguió en 1995 Jenna Jameson.
Ha rodado más de 570 películas como actriz.

## Premios y nominaciones
| Año  | Ceremonia    | Resultado | Premio                                                 | Trabajo                                     |
| ---- | ------------ | --------- | ------------------------------------------------------ | ------------------------------------------- |
| 2015 | Premios AVN  | Nominada  | Mejor escena de sexo lésbico en grupo                  | Twisted Fate: A Lesbian Feature             |
| 2015 | Premios AVN  | Nominada  | Mejor escena de sexo oral                              | Cinderella XXX: An Axel Braun Parody        |
| 2015 | Premios AVN  | Ganadora  | Mejor actriz                                           | Second Chances                              |
| 2015 | Premios AVN  | Ganadora  | Mejor actriz revelación                                | —                                           |
| 2015 | Premios AVN  | Nominada  | Mejor escena de sexo en grupo                          | Manuel Ferrara's Reverse Gangbang 2         |
| 2015 | Premios AVN  | Nominada  | Mejor escena de doble penetración                      | Meet Carter                                 |
| 2015 | Premios AVN  | Nominada  | Mejor escena de trío H-M-H                             | American Hustle XXX: A Parody               |
| 2015 | Premios AVN  | Ganadora  | Premio fan: Mejor artista nueva                        | —                                           |
| 2015 | Premios XBIZ | Ganadora  | Mejor actriz revelación                                | —                                           |
| 2015 | Premios XBIZ | Nominada  | Mejor escena de sexo en película lésbica               | Belladonna's Fucking Girls 8                |
| 2015 | Premios XBIZ | Ganadora  | Mejor actriz protagonista                              | Second Chances                              |
| 2015 | Premios XBIZ | Nominada  | Mejor escena de sexo en película de parejas o temática | Happy Anniversary                           |
| 2015 | Premios XBIZ | Nominada  | Mejor actriz en película lésbica                       | Lesbian Vampire Academy                     |
| 2015 | Premios XBIZ | Nominada  | Mejor actriz de reparto                                | American Hustle XXX: A Parody               |
| 2015 | Premios XBIZ | Nominada  | Mejor escena de sexo en película protagonista          | Second Chances                              |
| 2015 | Premios XRCO | Nominada  | Mejor artista nueva                                    | —                                           |
| 2015 | Premios XRCO | Nominada  | Cream Dream of the Year                                | —                                           |
| 2015 | Premios XRCO | Nominada  | Mejor actriz                                           | Second Chances                              |
| 2015 | Premios XRCO | Nominada  | Orgasmic Oralist of the Year                           | —                                           |
| 2016 | Premios AVN  | Nominada  | Mejor escena de sexo chico/chica                       | Batman v Superman XXX: An Axel Braun Parody |
| 2016 | Premios AVN  | Nominada  | Mejor escena de sexo lésbico en grupo                  | Turning: A Lesbian Horror Story             |
| 2016 | Premios AVN  | Nominada  | Mejor escena de doble penetración                      | All Access: Carter Cruise                   |
| 2016 | Premios AVN  | Nominada  | Mejor escena de sexo anal                              | Carter Cruise: Obsession                    |
| 2016 | Premios AVN  | Nominada  | Mejor escena de sexo en grupo                          | Slut Puppies 9                              |
| 2016 | Premios AVN  | Nominada  | Mejor escena de sexo oral                              | Facialized 2                                |
| 2016 | Premios AVN  | Nominada  | Estrella mainstream del año                            | —                                           |
| 2016 | Premios AVN  | Nominada  | Mejor escena sexo lésbico                              | Jessie Loves Girls                          |
| 2016 | Premios AVN  | Nominada  | Mejor escena de sexo en grupo                          | Mick Blue is One Lucky Bastard              |
| 2016 | Premios AVN  | Ganadora  | Mejor escena de trío H-M-H                             | Carter Cruise: Obsession                    |
| 2016 | Premios AVN  | Nominada  | Mejor escena de trío M-H-M                             | Fluid 3                                     |
| 2016 | Premios AVN  | Nominada  | Artista femenina del año                               | —                                           |
| 2016 | Premios AVN  | Nominada  | Mejor actriz                                           | Waiting on Love                             |
| 2016 | Premios AVN  | Nominada  | Premio fan: Mejor actriz porno                         | —                                           |
| 2016 | Premios XBIZ | Ganadora  | Mejor escena de sexo en película lésbica               | Jessie Loves Girls                          |
| 2016 | Premios XBIZ | Nominada  | Artista femenina del año                               | —                                           |
| 2016 | Premios XBIZ | Nominada  | Mejor escena de sexo en película lésbica               | Buttslammers                                |
| 2016 | Premios XBIZ | Nominada  | Mejor escena de sexo en película lésbica               | Carter Cruise: Wide Open                    |
| 2016 | Premios XBIZ | Nominada  | Mejor escena de sexo en película de parejas o temática | Forbidden Affairs 3: The Stepdaughter       |
| 2016 | Premios XRCO | Nominada  | Mejor artista femenina                                 | —                                           |
| 2017 | Premios AVN  | Nominada  | Mejor actriz                                           | Supergirl XXX: An Axel Braun Parody         |
| 2017 | Premios AVN  | Nominada  | Estrella mainstream del año                            | —                                           |
| 2017 | Premios AVN  | Nominada  | Mejor escena de sexo chico/chica                       | Supergirl XXX: An Axel Braun Parody         |
| 2017 | Premios AVN  | Nominada  | Premio fan: Artista femenina favorita                  | —                                           |
| 2017 | Premios XBIZ | Nominada  | Mejor actriz en película parodia                       | Supergirl XXX: An Axel Braun Parody         |
| 2017 | Premios XBIZ | Nominada  | Mejor escena de sexo en película parodia               | Supergirl XXX: An Axel Braun Parody         |
| 2018 | Premios AVN  | Nominada  | Mejor escena de doble penetración                      | My DP 2                                     |
| 2018 | Premios AVN  | Nominada  | Mejor escena de sexo lésbico en grupo                  | Vampires                                    |
| 2018 | Premios AVN  | Nominada  | Mejor escena de sexo en realidad virtual               | Sinful Summer Vacation                      |
| 2018 | Premios AVN  | Nominada  | Premio fan: Estrella mediática                         | —                                           |
| 2018 | Premios XBIZ | Nominada  | Mejor escena de sexo en película vignette              | Threesome Fantasies                         |
| 2019 | Premios AVN  | Nominada  | Premio fan: Estrella mediática                         | —                                           |
| 2019 | Premios XBIZ | Nominada  | Artista lésbica del año                                | —                                           |
| 2020 | Premios AVN  | Nominada  | Artista lésbica del año                                | —                                           |
| 2020 | Premios XBIZ | Nominada  | Artista lésbica del año                                | —                                           |
| 2021 | Premios XBIZ | Nominada  | Mejor escena de sexo en película lésbica               | Prison Heat                                 |
| 2022 | Premios AVN  | Nominada  | Aparición mainstream del año                           | —                                           |